# Carl Merz
Carl Merz (eigentlich Carl Czell; * 30. Januar 1906 in Kronstadt, Siebenbürgen; † 31. Oktober 1979 in Wien) war ein österreichischer Kabarettist und Schriftsteller.

## Leben
Merz studierte Welthandel in Wien. 1928 schloss er sein Studium als Diplom-Kaufmann ab und wandte sich dem Theater und dem Kabarett zu, wo er als Schauspieler und Conférencier auftrat und sich seine eigenen Texte schrieb. Ab 1945 spielte er am Lieben Augustin, dessen Direktor er ein Jahr lang war.
Merz war Mitglied der als Namenloses Ensemble bekannten Kabarettgruppe neben Gerhard Bronner, Helmut Qualtinger, Louise Martini, Peter Wehle, Georg Kreisler, Michael Kehlmann und anderen. Das Ein-Personen-Stück Der Herr Karl gespielt von Qualtinger sowie die Travnicek-Dialoge, die er mit Helmut Qualtinger schrieb, gespielt von Qualtinger und Bronner, sind nicht nur in die österreichische Kabarettgeschichte eingegangen.
Merz nahm sich 1979, da er nach zwei Schlaganfällen unheilbar erkrankt war, in Wien das Leben. Seine letzte Ruhestätte, ein ehrenhalber gewidmetes Grab, befindet sich in der Gruppe 40, Nummer 135 auf dem Wiener Zentralfriedhof.

## Werke
- Eisrevue, 1959
- Blattl vorm Mund, 1959
- Glasl vorm Aug, 1960
- Traumwagen aus zweiter Hand, 1961
- Der Herr Karl, 1961
- Travnicek-Dialoge
- Alles gerettet, 1963
- Die Hinrichtung, 1965
- An der lauen Donau, 1965
- Jenseits von Gut und Krankenkasse, 1967
- Der Opernnarr, 1973

Drehbucharbeiten
- 1953: Franz Schubert – ein Leben in zwei Sätzen
- 1962: Er kann’s nicht lassen
- 1963: Ist Geraldine ein Engel?
- 1967: Kurzer Prozeß
- 1970: Passion eines Politikers
- 1974: Tatort: 3:0 für Veigl